# CloseOpera vzw
CloseOpera vzw is een Vlaamse vzw en operagezelschap, gevestigd in Lokeren, die concerten en operaproducties, in de vorm van kamermuziek, verzorgt in Gent.
Ze hielden tot en met seizoen 2024 voorstellingen in het HUSET, een Gentse koffiebar waar evenementen kunnen georganiseerd worden. Sindsdien geven ze voorstellingen op diverse plaatsen in de omgeving van Gent. Ze dragen vooral bekende werken voor, zoals La Bohème en Die Zauberflüte en werken van Wagner, Mahler en Strauss. Aan deze werken geven ze bij het voordragen ook meestal een persoonlijke toets. Tijdens de Gentse Feesten organiseert CloseOpera tien dagen lang concerten, ook kerstconcerten en nieuwjaarsconcerten.

## Oprichting
In 2013 besloten de Amerikaans sopraan Yvette Loynaz en de Mexicaanse tenor Mauricio Villanueva, uit de Operastudio te Gent, een operagezelschap op te richten genaamd "Bang-Up Opera". Met als bedoeling opera dichterbij de mensen te brengen, en om er een nieuwe draai aan te geven. In het begin traden ze op waar ze konden optreden. Na verschillende keren verhuizen nestelde het gezelschap zich uiteindelijk in het HUSET, en maakte daar ook een piano ter beschikking in de tearoom. Met behulp van een agente kon nu ook het gezelschap op verschillende evenementen optreden, zoals bij modeshows, openingen en beurzen. Toen besloot het operagezelschap ook om zelf operaproducties te maken.
In 2016 besloten Loynaz en Villanueva, de twee oprichters van Bang-Up Opera, om terug te keren naar de Verenigde Staten. Zo ontstond een splitsing in Bang-Up Opera. Een Amerikaanse en een Belgische "versie". De Belgische bariton Bruno De Canne, een voormalig lid van Bang-Up Opera, richtte uiteindelijk zijn eigen operagezelschap op in Gent, genaamd "CloseOpera". Dit nieuwe gezelschap nam ook de plaats van Bang-Up Opera te België in. Bang-Up Opera, in Amerika, bleef zich focussen op hetzelfde doel dat Loynaz en Villanueva al in het begin voor ogen hadden, terwijl CloseOpera meer exuberante operaproducties ging maken in België.
Het eerste concert van CloseOpera vond plaats in februari 2016, waarbij Franse liederen werden voorgebracht. CloseOpera, in vergelijking met hun voorganger Bang-Up Opera, deden veel meer shows door het jaar heen, en organiseerde tijdens de Gentse Feesten in 2016 een uitgebreid aantal shows. Ook werd toen de eerste operaproductie van CloseOpera voorgebracht, La Traviata van Verdi.
In januari 2021 werd CloseOpera een vzw. In februari 2024 trok CloseOpera zich uit het HUSET in Gent en brengt sindsdien operaproducties voor op diverse plaatsen in de omgeving van Gent.

### Glitter and Decay
In februari 2021 bracht CloseOpera hun eerste filmproductie uit, geregisseerd door Helene Bracke en CloseOpera, in een mockumentary stijl.

## Schema
| Opvolger: Bang-Up Opera Locatie: Miami 2016 | Opvolger: Bang-Up Opera Locatie: Miami 2016 | Opvolger: CloseOpera Locatie: Gent, Lokeren 2016 |

| Voorganger: Bang-Up Opera 2013-2016 |